# Harris County Civil Justice Center
Le Harris County Civil Justice Center  est un gratte-ciel de 115 mètres de hauteur, construit à Houston au Texas de 2003 à 2005. Il abrite un palais de justice pour le Comté de Harris, l'un des plus importants comtés des États-Unis, qui comprend la ville de Houston. Il y a 37 salles d'audience et l'immeuble est desservi par 13 ascenseurs.
Le gratte-ciel est de style post-moderne et néo-classique (colonnade). C'est l'un des très rares exemple de gratte-ciel construit au XXIe siècle qui intègre des éléments néoclassiques. 
Le bâtiment a coûté 119 millions de $.
L'architecte de l'immeuble est l'agence Pierce Goodwin Alexander & Linville (PGAL).